# فریسیانید
فری سیانید (به انگلیسی: Ferricyanide) یک ترکیب شیمیایی با شناسه پاب‌کم ۴۳۹۲۱۰ است. 